# 佐々木明久
佐々木 明久（ささき あきひさ、1948年3月21日 - ）は日本の実業家。日清製粉代表取締役社長や、製粉協会会長を務めた。

## 人物・経歴
1970年一橋大学経済学部卒業、日清製粉入社。2001年日清製粉取締役業務本部長。2004年日清製粉常務取締役。2005年日本ロジテム取締役。
2008年から日清製粉代表取締役社長を務め、製粉協会会長も兼務し、輸入麦の即時販売方式への変更による国の輸入小麦保管業務の製粉業界への移管への対応にあたった。